# Circa
Circa (latinsko okrog, približno), tudi cirka - okrajšava cca. – označuje približni čas oziroma datum ali drugo veličino. 